# Swedish Brain Power
Swedish Brain Power är ett svenskt forskningsnätverk om neurodegenerativa sjukdomar. Nätverket bildades 1 juli 2005 och finansieras av Knut och Alice Wallenbergs stiftelse.

## Syfte
Syftet med Swedish Brain Powers forskning är att effektivisera behandling och diagnostik av neurodegenerativa sjukdomar. Målet är att ge patienter med dessa sjukdomar tidigare diagnos samt tidigare och effektivare behandling. Mer specifika mål är att:
- utveckla metoder för att identifiera neurodegenerativa sjukdomar så tidigt som möjligt.
- utveckla, testa och utvärdera nya läkemedel och andra nya behandlingar i tidiga sjukdomsstadier.
- underlätta forskningssamarbete mellan de främsta specialisterna på det neurodegenerativa området i Sverige stimulera och underlätta translationell forskning.
- bibehålla en internationellt ledande ställning för svensk neurovetenskap för att kunna attrahera svenskt och internationellt industrisamarbete.

## Forskning
Forskningen inom Swedish Brain Power inriktar sig framförallt på neurodegenerativa sjukdomar såsom demens, till exempel Alzheimers sjukdom, samt Parkinsons och Amyotrofisk lateralskleros (ALS). Forskningen är tvärvetenskaplig och interdisciplinär. Några av områdena som täcks in är epidemiologi, neuropsykologi, genetik, etik, interaktiv teknologi i demensvården, omvårdnad och rehabilitering, biomarkörer, klinisk och preklinisk forskning samt primärvårdsforskning och hälsoekonomiska studier.

## Finansiering
Swedish Brain Power startade 2005 med anslag från Invest Sweden, KK-stiftelsen, Knut och Alice Wallenbergs stiftelse, Stiftelsen för strategisk forskning, VINNOVA och Vårdalstiftelsen. Från och med 2010 har Swedish Brain Power endast stöd från Knut och Alice Wallenbergs stiftelse. Anslaget från stiftelsen är 100 miljoner kronor, fördelat över fem år.

## Organisation
Swedish Brain Power består av 27 stycken forskargrupper. Forskargrupperna finns vid Karolinska institutet, Karolinska Universitetssjukhuset, Linköpings universitet, Lunds universitet, Primärvården i Nordanstig, Sahlgrenska Universitetssjukhuset, Sahlgrenska akademin vid Göteborgs universitet, Skånes universitetssjukhus, Uppsala universitet och Umeå universitet. 
Koordinationscentret finns vid Karolinska Institutet. Professor Bengt Winblad är chef för nätverket och docent Angel Cedazo-Minguez är biträdande chef.
Swedish Brain Power ledning består av en ledningsgrupp bestående av koordinatorerna från de olika forskningsområdena samt koordinationscentrets personal samt en styrelse som fattar de övergripande besluten om forskningsprogrammet. 